# Perigea aldabrae
Perigea aldabrae är en fjärilsart som beskrevs av Emilio Berio 1962. Perigea aldabrae ingår i släktet Perigea och familjen nattflyn. Inga underarter finns listade i Catalogue of Life.